# Meccanico

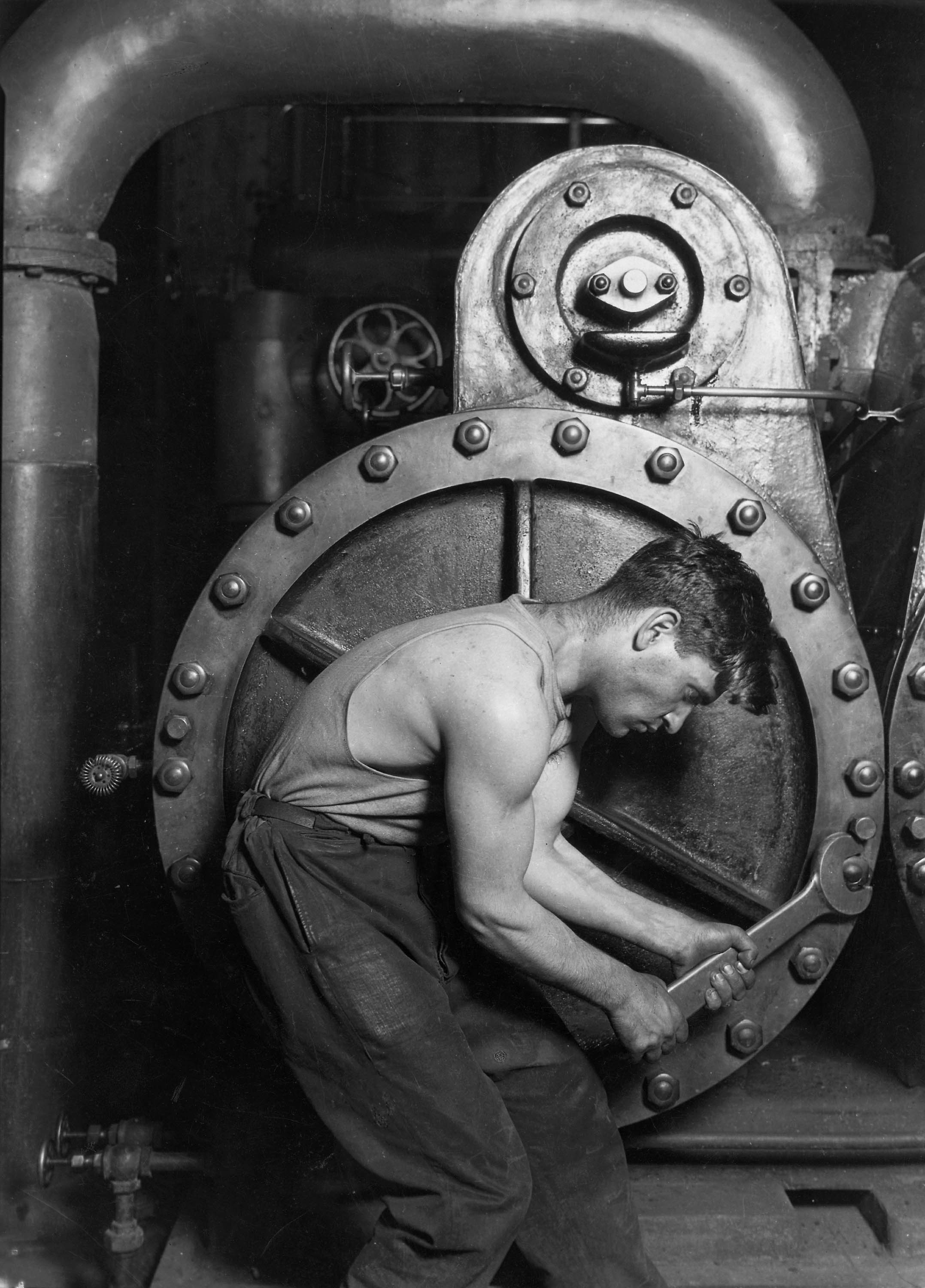
Un meccanico in posa mentre accomoda una pompa a vapore in una centrale elettrica.

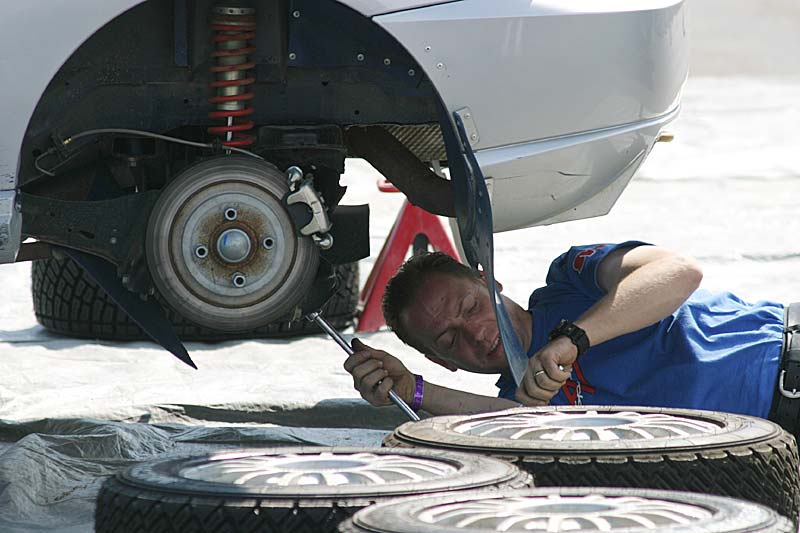
Un meccanico operante sul retrotreno di una vettura da rally.

Il termine meccanico indica la persona che opera nel settore terziario come riparatore di parti meccaniche di autoveicoli, motoveicoli o accomodatore/montatore/assemblatore di macchine e macchinari in generale, in particolare di parti in movimento di automobili, motocicli e mezzi di trasporto a motore o anche di macchine agricole e macchine da lavoro in genere. Il "classico" meccanico possiede una officina vicino a strade frequentate e può affiancare alla sua attività, anche la rivendita di carburante e sostituzione, gonfiatura ed equilibratura delle gomme. Esso può svolgere la propria attività come proprietario o come dipendente di un'officina.
Nel corso del tempo l'attività di riparazione degli autoveicoli, di pari passo con l'evoluzione tecnica, si è notevolmente modificata, ed il lavoro è traslato più che alla riparazione del singolo pezzo rotto, alla sostituzione di tutto il pezzo che lo contiene. 
In base a un'indagine del Financial Times del 1996, gli autori constatano che il prezzo del ricambio arriva all'utente finale con costi elevati, fino a 4 volte il prezzo di produzione.